# Sybille Marchetto
Sybille Fairmarch, connue sous les pseudonymes de Sybille Marchetto, de Michelle Cendré et de Cibylline, est une nouvelliste et anthologiste française, née en 1973.

## Biographie
Depuis 2012, elle est trésorière du Syndicat des écrivains de langue française. Depuis 2012, elle co-dirige la maison d'éditions Les Vagabonds du Rêve.

## Œuvre

### Auteur
- Un rêve étrange (nouvelle, 2000)
- Contes en demi-teinte (recueil, 2005)
- Elfe à vendre (nouvelle, 2007[5])
- L'Avocat et la Prisonnière (nouvelle, 2010[6])
- Contes et petits récits d'à côté (recueil, 2012[7])
- Les dragonnets ne savent pas voler & autres récits d'à côté (recueil, 2017[8])

### Anthologiste
- Femme & Imaginaire (2000)
- Magie et Sorcellerie (2001)
- Parchemins & Traverses 1 (2004)
- Parchemins & Traverses 2 (2005)
- Parchemins & Traverses 3 (2005)
- Parchemins & Traverses 4 (2007)
- Le Temps (2001)
- La Tour (2006)
- Les Vagabonds du rêve, n°4 (2014)